# 12008 Kandrup
12008 Kandrup (1996 TY9) là một tiểu hành tinh bay qua Sao Hỏa được phát hiện ngày 11 tháng 10 năm 1996 bởi T. B. Spahr ở Catalina .